# 布吕
布吕（法語：Brû，法語發音：[bʁy] ⓘ）是法国大東部大區孚日省的一个市镇，属于埃皮纳勒区。

## 地理
布吕（48°20'53"N, 6°40'59"E）面积8.95 平方千米，位于法国大東部大區孚日省，该省份为法国东北部内陆省份，北起默兹省和默尔特-摩泽尔省，西接上马恩省，南至上索恩省和贝尔福地区省，东临上莱茵省和下莱茵省。
与布吕接壤的市镇（或旧市镇、城区）包括：让梅尼勒、贝尔维特河畔梅尼、朗贝维莱、圣伯努瓦拉希波特、昂格勒蒙。

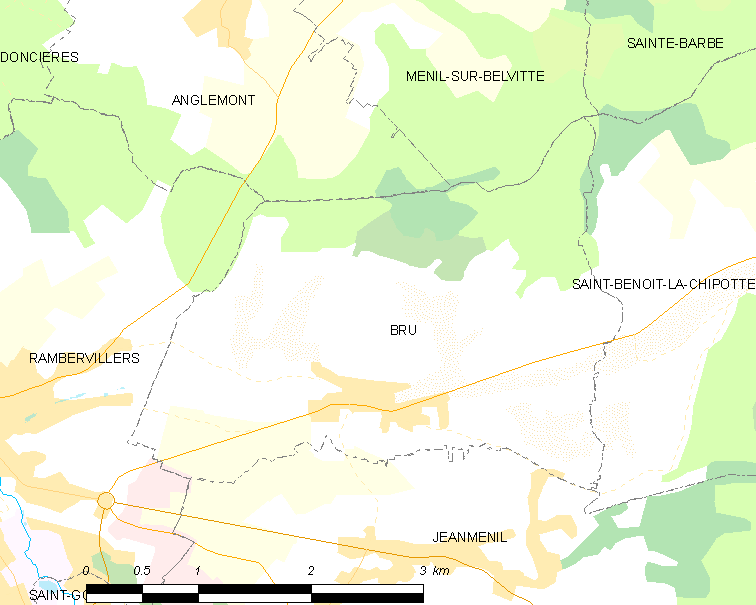
布吕的OSM定位图

布吕的时区为UTC+01:00、UTC+02:00（夏令时）。

## 行政
布吕的邮政编码为88700，INSEE市镇编码为88077。

## 政治
布吕所属的省级选区为拉翁莱塔普县。

## 人口

1962-2008年间布吕人口变化图示

布吕于2022年1月1日时的人口数量为566人。